# Coordinadora Arauco-Malleco
La Coordinadora de Comunidades en Conflicto Arauco-Malleco (más conocida como Coordinadora Arauco-Malleco o CAM) es una agrupación mapuche, indigenista y nacionalista étnica. El brazo armado de la organización son los denominados Órganos de Resistencia Territorial (ORT), que efectúan actos de violencia política, reivindicando la lucha armada como un método legítimo para conseguir sus objetivos. Es considerada por varios actores, con intereses en el territorio, como una organización terrorista.
Fundada en febrero de 1998 en la localidad de Tranaquepe, la CAM emplea acciones armadas como una herramienta política para alcanzar su proyecto político de la reivindicación, la recuperación y la independencia de territorios del pueblo mapuche sobre la jurisdicción del Estado de Chile. Se ha adjudicado a lo largo de su historia diversos atentados incendiarios contra propiedad pública y privada, especialmente de empresas forestales, en las regiones del Biobío y Araucanía, además de "recuperaciones" de tierras mediante la toma y ocupación de fundos que reclaman como territorios mapuches usurpados.
El 31 de mayo de 2022 la Cámara de Diputadas y Diputados de Chile, con 66 votos a favor, 43 en contra y 13 abstenciones, aprobó un proyecto de resolución que solicita al gobierno del país declarar a la CAM, los ORT y a la Weichán Auka Mapu (WAM) como "asociaciones ilícitas de carácter terrorista".
La Contraloría General de la República de Chile acogió un recurso para declarar inconstitucional la llamada Coordinadora Arauco Malleco.

## Antecedentes
Los orígenes de la CAM comienzan en 1996, cuando se creó la Coordinadora Territorial Lafquenche, en una primera intención de formar una verdadera gran alianza nacional por la reivindicación de la nación mapuche. No obstante, este grupo se fue desarticulando por la discusión de la utilización de la violencia política como método de lucha, hasta desarmarse en 1998.
Fue entonces cuando surgió Identidad Territorial Lafquenche, por una solución más pacífica, dirigida por Adolfo Millabur, quien fuera alcalde de Tirúa.
La construcción de la central hidroeléctrica Ralco la cual ocupó cementerios de comunidades indígenas contribuyó a la radicalización del movimiento autonomista que en diciembre de 1997 crea la Coordinadora Arauco-Malleco tras la quema de tres camiones de Forestal Arauco. El hecho marcó un punto de inflexión en el desarrollo del "Movimiento Político Autonomista Mapuche" el cual se mostró a favor del término de un estado subalterno mapuche, además del desarrollo de intelectuales mapuche. Este primer atentado, marca el inicio del período de violencia en la Macrozona Sur de Chile. Desde entonces, la violencia se ha acrecentado progresivamente y se ha expandido a las regiones aledañas del Biobío y Los Lagos.
En 1998, surgió el conflicto de Traiguén seguido de la posterior realización de un encuentro de comunidades y un guillatún, o rogativa mapuche. En este encuentro participaron las comunidades en conflicto de Arauco y Lumaco, la Coordinadora Mapuche de Santiago y la Organización Mapuche Meli Wixan Mapu de Santiago. También se sumaron dirigentes pertenecientes a comunidades de Collipulli. Durante este encuentro, se planteó la idea de realizar una nueva junta en Tranaquepe, sólo con las comunidades mapuches en conflicto. En un momento de la reunión, surgió la idea de formar la Coordinadora que denominaron "Coordinadora Mapuche de Comunidades en Conflicto Arauco Malleco". Weftún, voz oficial de la coordinadora, señala que "los Lonko, Werken, personas y organizaciones que habían demostrado su compromiso con la lucha reivindicativa, asintieron al unísono, diciendo, ¡formemos la coordinadora!".
En una de las primeras declaraciones emanadas desde la entidad, transcrita en una nota en El Rodriguista, boletín dependiente del Frente Patriótico Manuel Rodríguez (FPMR) a raíz del incremento de la protesta social de algunas comunidades mapuche, se señaló que "es necesario emprender una lucha de liberación. Pero para que ello sea posible es necesario primero crear una correlación de fuerzas que se exprese en lo social, político, cultural, económico y militar (...) Si a futuro no se producen los cambios necesarios respecto de un Estado que nosotros denominamos opresor tendrá lugar necesariamente una etapa de liberación nacional y esto es en el plano político, cultural, económico y también en el plano militar". Además las 2200 comunidades indígenas repartidas por el sur, 200 mantienen un conflicto con el Gobierno y las empresas forestales y agrícolas, en demanda de las tierras que aseguran que pertenecieron a sus ancestros, acusando a las transnacionales de "colonialistas".
De acuerdo al historiador Fernando Pairican, una de las fuentes intelectuales de las que se nutrió la CAM durante sus primeros años fueron las sucesivas generaciones de antiguos estudiantes formados al alero del Hogar Pegún Dugún de Concepción. Este espacio fue formado a inicios de la Transición chilena a la democracia y, además de dar cobijo a estudiantes de las provincias de Arauco y Malleco, actuó como un espacio de encuentro y, en ocasiones, de radicalización, a partir de las experiencias compartidas por sus residentes.

## Primeros años
La coordinadora realizó reuniones de trabajo junto con otras organizaciones sociales, como un encuentro con el sindicato de trabajadores forestales en 1999. Sus actividades tuvieron una significativa cobertura periodística. Asimismo, continuaron los encuentros con distintas comunidades en conflicto, siendo esta una de sus principales actividades. En 2000, la Coordinadora Mapuche de Santiago se escindió de la coordinadora. En marzo de 2001, Meli Wixan Mapu solicitó un receso para reincorporarse en octubre del mismo año. Finalmente, en 2003, serias diferencias en el diagnóstico sobre la situación de las movilizaciones mapuche distanció a Meli Wixan Mapu de la CAM. En las décadas de 2000 y 2010, ha sido acusada por la justicia de operaciones terroristas y algunos de sus miembros encarcelados por este y otro tipo de actividades, incluyendo asociación ilícita.
Pese a que en su momento las vinculaciones entre la FARC y la CAM fueron catalogadas como falsas,[no en la referencia dada] dichas sospechas todavía rondan con fuerza, existiendo informes de la Agencia Nacional de Inteligencia (ANI) que indican que estos lazos efectivamente existirían y que serían bastante extensos. De igual forma, se ha acusado a la CAM de tener vínculos con el EZLN y han manifestado apoyo a otros proyectos autonomistas e independentistas revolucionarios como por ejemplo la ETA de España. Por su parte, el fiscal Emiliano Arias investigó dicho vínculo, señalando que miembros de la CAM entrenaron en campamentos de las FARC. Asimismo, aunque su líder, Héctor Llaitul, fue parte del Frente Patriótico Manuel Rodríguez (FPMR) y de las juventudes del Movimiento de Izquierda Revolucionaria (MIR), no existe evidencia que vincule en la actualidad a la CAM con estas organizaciones.  Sin embargo, algunos de sus antiguos y actuales miembros, han manifestado su apoyo público a la causa de esta organización. Además de esta polémica el grupo ha incrementado su poder de fuego y la intensidad de sus ataques, esto dicho en comunicados.

## Operación Paciencia
Fue un operativo de inteligencia realizada desde finales de 2002 a 2005 por el gobierno de Ricardo Lagos, siendo una de las primeras movilizaciones de contingente policial y una cobertura mediática en torno a una operación antiterrorista, siendo su objetivo desarticular a los cuadros más activos de las CAM, ya siendo encarcelados y procesados bajo la Ley antiterrorista. La operación recibió un amplio apoyo económico por parte de las autoridades chilenas, implementando programas sociales en comunidades, así como un aumento en los allanamientos, procesos y ley antiterrorista en las comunidades en conflicto, enfrentadas en gran medida contra los dueños de fundos y las forestales presentes en la zona.
Cabe destacar que durante el avance del operativo fue polémico el avance y la militarización de La Araucanía, así como el asesinato de Alex Lemun en el proceso, encendiendo las alarmas en diversas organizaciones pro mapuche. Los juicios se vuelven mediáticos atrayendo la atención de la prensa y organizaciones civiles. En 2007 se estrenó el documental El juicio de Pascual Pichún, dirigido por María Teresa Larraín, donde se habla más a profundidad del inicio del conflicto mapuche, así como las cuestiones culturales y sociales que caracterizarian al conflicto en años posteriores.
Los primeros arrestados fueron Aniceto Norin, Pascual Pichun y Juan Ciriaco Millacheo, los cuales fueron acusados a diez años de prisión por el cargo de "incendio terrorista", pero liberados por falta de pruebas, lo cual alarmo a organizaciones como la Corte Interamericana de Derechos Humanos y Human Rights Watch, quienes llamaron a las autoridades a replantear su estrategia.

## Escalada de ataques
El 17 de agosto de 2008 presuntos miembros de la CAM atacaron el fundo Santa Rosa, comuna de Vilcún propiedad del agricultor Eduardo Luschinger, primo del conocido agricultor y multiempresario Jorge Luschinger. Los guerrilleros encapuchados, habrían llegado cerca de la media noche al lugar, amenazando a los guardias con armas de fuego para luego amordazarlos y e incendiar fundo, siendo afectado gran parte de la propiedad, siendo los sectores más afectados fueron la lechería, la casa, dos galpones, dos vehículos y cerca de 10 mil fardos de forraje. Una semana después tres miembros de Carabineros que realizaban operaciones conjuntas para dar con los responsables de los ataques anteriores, fueron heridos después de adentrarse a la comunidad de Temucuicui, siendo expulsados por los residentes de la zona, y dañando gran parte de los vehículos.
Ejemplo de esto son los atentados del 31 de mayo de 2009 donde fueron incendiadas 3 instalaciones correspondientes a oficinas y dependencias administrativas de la trasnacional ENDESA España, en Alto Biobío, en el sector de Coihueco del lago Lleu-Lleu y a un campamento forestal de Mininco en la Collipulli. El 13 de septiembre de 2009 militantes de las O.R.T incendiaron el fundo Brasil, propiedad de la latifundista Elsa Fernández Diez, destruyendo una bodega y la casa de la dueña, además de daños menores en dos tractores que no llegaron a incendiarse. Al día siguiente Fuerzas Especiales de Carabineros ingresaron a la comunidad Mateo Ñiripil en el sector Muco Bajo a escasos kilómetros del Fundo Brasil. En la zona fueron allanadas varias viviendas y hubo enfrentamientos que terminaron con 4 guerrilleros heridos por impactos de perdigones. El grupo clamó el ataque dos días después y rechazó el allanamiento realizado por los Carabineros. El 20 de octubre de 2009 guerrilleros armados con artefactos incendiarios y armas de fuego incendiaron camiones madereros, destruyendo dos camiones y su carga, pero sin causar heridos. esto cerca de la localidad de Collipulli, Provincia de Malleco. La Coordinadora Arauco-Malleco (CAM) se atribuyó la responsabilidad, siendo este ataque guerrillero una declaración abierta de guerra al Estado chileno, además de anunciar que sus militantes renunciaban a su ciudadanía chilena.
Después de un periodo de inactividad el grupo siguió realizando ataques ilegítimos contra empresas agrícolas y Forestal Mininco, siendo relevantes el ataque a un complejo turístico ubicado en Laguna Butaco, Tirúa pertenecientes a la entonces gobernadora de la Provincia de Arauco Flor Weisse El 30 de diciembre de 2011 guerrilleros prendieron fuego a un helicóptero del servicio forestal  junto a la quema de maquinaria forestal y un camión en un campamento del servicio forestal en sector de Voyeko cercana a Temuco. Luego de hacerlo, colocaron carteles en referencia a su lucha por recuperar tierras ancestrales, clamando responsabilidad hasta el día 3 de enero., El 7 de marzo de 2012 militantes de la O.R.T  incendiando 6 máquinas, 3 skyders y 3 trineumáticos, una faena de forestal Mininco ubicada en el fundo “el puerto” sector Mahuilque, municipalidadd de Contulmo. El 20 de diciembre de 2012 desconocidos asesinan a tiros al campesino Osvaldo Aliro Zapata Gutiérrez, así como incendian el lugar donde trabajaba,esto en la municipalidad de Cañete, Región del Biobío. Horas después O.R.T niegan ser los  autores del atentado diciendo "Que el campesinado chileno no es ni será un objetivo para las ORT-CAM, es más, los consideramos ideológicamente un sector también oprimido por el sistema político económico imperante, por tanto tenemos un enemigo ideológico en común", deslindándose de los ataques ocurridos en la zona. Después de este comunicado el grupo entró en un periodo de inactividad que duró varios años, orientando su actividad al apoyo de presos mapuches.

### Agudización del conflicto
No fue hasta el 4 de enero de 2017 cuando la CAM se adjudicó el incendio de cuatro camiones en las afueras de la comuna de Lumaco, en la Región de Bío Bío, además de mostrar simpatía por los miembros de la Resistencia Ancestral Mapuche. Meses después el 12 de marzo se registró un ataque en contra de la empresa Trans–Cavalieri, acción incendiaria que destruyó completamente 19 camiones, 9 rampas y un galpón en la ruta que une Temuco con Lautaro. El grupo justifico el atentado guerrillero "en el justo proceso de lucha ideológica por el territorio y la autonomía de nuestro pueblo-nación", recibiendo gran atención mediática por ser uno de los atentados con más daños ha dejado.
No fue hasta el 17 de julio cuando militantes guerrilleros de la CAM se adjudicaron los ataques que afectaron a Sigmund Wila y Viviana Parra, dueños de terrenos en la zona, que dejó seis caballos muertos, quema de maquinarias y daños estructurales, lamentando la muerte de los caballos. El segundo ataque guerrillero que se adjudicó fue al rancho Cahual en Quilaco, que dejó un tractor incendiado y un segundo con daños importantes.
Después de varios meses de estar inactivos el grupo clamo responsabilidad de un ataque incendiario contra las instalaciones de Forestal Anchile, esto en la comuna de Río Negro, Provincia de Osorno, dejando diez máquinas completamente incendiadas, así como un contenedor ubicado en la zona. De igual manera se adjudicaron el ataque contra una máquina cosechera y una camioneta quemadas, esto en un fundo en San Juan de la Costa (en provincia de Osorno), así como el ataque fundo San Antonio de la forestal Arauco en el sector Hueima, comuna de Lanco, Región de Los Rios el cual dejó como resultado una torre maderera, un trineumático y dos contenedores incinerados. Días después las CAM se adjudicaron la toma del Fundo Choque sector Paillaco, provincia de Arauco, el cual consta de más de 10.000 hectáreas, mencionando que el área la usaran con fines políticos y sociales.
El 25 de agosto de 2018 miembros de la ORT Kilapan atacaron las instalaciones de la empresa de áridos Calafquen (en la comuna del mismo nombre) dejando 3 retroexcavadoras, 1 cargador frontal y 2 camiones totalmente incendiados, mientras que la ORT lafkenche-Leftraru atacaron el sector El Topo de la comuna de Curanilahue atacaron dejando 2 camiones y 1 camión grúa totalmente incinerados. El 20 de septiembre del mismo año la CAM se adjudica un atentado incendiario en el sector Trongol, comuna de Los Álamos, dejando como saldo  3 excavadoras, 1 retroexcavadora y 1 cargador frontal incinerados.
Semanas más tarde las CAM se adjudicaron un ataque en el sector El Descabezado (Curanilahue), dejando como saldo 3 maquinarias y un contenedor destruidas. El grupo mencionó que el ataque fue en respuesta de la muerte de Camilo Catrillanca, así como su rechazo a la inversión en el «Wallmapu» y otros planes de desarrollo en la región, y llamando a las comunidades mapuches "no caer en el engaño". El 26 de diciembre el grupo saca un comunicado a propósito del 20 aniversario de la CAM, así como un repaso por algunos sucesos como el primer atentado de las CAM en Lumaco, la llamada Operación paciencia, la muerte de Matías Catrileo, la consolidación de los ORT como estructuras operativas y del weichafe como sujeto político y el resurgimiento de las CAM durante los años 2010. El comunicado acaba con el grupo mencionando su deseo de "Liberación Nacional Mapuche", a través del control territorial y de la participación más amplia de la población. El 6 de febrero el grupo lanzó un comunicado donde señaló que las negociaciones entre algunas comunidades mapuches y Forestal Mininco no eran más que una farsa y solo era una manera más discreta de apropiarse de más territorio".
A mediados de julio de 2021, la CAM publicó un comunicado donde se pronuncia sobre la muerte de Pablo Marchant (la cual responsabilizan a las autoridades chilenas de homicidio), destacando su entrega dentro de la organización y la causa mapuche. Además de ello, el escrito profundiza sobre las posturas de la CAM y se adjudica varios ataques cometidos desde diciembre del año anterior. La CAM publica un comunicado en diciembre de 2021, rechazando la presidencia de Gabriel Boric, llamándolo “hippie, progre, buena onda”. Además anunció que la agrupación seguirá movilizándose mientras el Estado chileno intente confrontar a la causa mapuche.
En comunicados superiores la CAM mantiene su postura frente al nuevo gobierno, tachándolo de no querer llegar a la resolución del conflicto, sino querer legitimar su poder en tierras mapuches. En noviembre de 2022, el presidente Gabriel Boric realizó su primer viaje a la Araucanía, en medio de fuertes protestas en rechazo a la visita del actual mandatario, ya que se reunió con víctimas de violencia rural en la comuna de Angol, así como con empresarios, alcaldes y representantes civiles. La CAM también se pronunció en contra de la visita del mandatario, la cual calificó como una provocación, además de alentar a las protestas y movilizaciones.
No fue hasta el 9 de julio de 2023, que las CAM lanzaron un nuevo comunicado en relación con la muerte del miliciano Pablo Marchant ocurrida dos años antes, y como las autoridades han seguido su escalada contra la causa mapuche.

### Arrestos
El 8 de noviembre de 2019 fue arrestado el hijo de Héctor Llaitul por el delito de robo con intimidación en un comercio. Su madre, Pamela Pezoa, acusó a través de redes sociales que fue detenido por policías de civil sin identificación en una camioneta sin patente, por lo que teorizó una persecución política contra la familia del activista.
No es hasta el 24 de agosto de 2022 cuando es arrestado otra vez Héctor Llaitul, esto por una investigación en cumplimiento de una orden del Ministerio Público que lo investiga por presuntos delitos terroristas. Su arresto ocurrió en la ciudad de Cañete. Ante este arresto, la CAM se pronunció al arresto como una persecución política en contra del proyecto político de la CAM, además de que su captura responde a los intereses de las empresas forestales, además de estar atento al proceso judicial del líder mapuche.
Semanas después, la CAM también se pronunció por los arrestos de Ernesto Lliatul, Ricardo Delgado Reinao y Esteban Henríquez, ocurrido el 2 de septiembre de 2022 por un ataque incendiario en la comuna Los Ángeles, así otros atentados en los que pueden estar relacionados. La CAM se pronunció a que esto seguía siendo parte de la ofensiva en contra de la guerrilla mapuche, especialmente por la decisión de que los detenidos sigan bajo custodia.
No fue hasta febrero de 2024, que fue detenido Ernesto Llaitul Pezoa y otros tres integrantes de la Coordinadora Arauco Malleco por su participación en un ataque incendiario en 2021, así como las sospechas de su participación en más ataques. Después de este veredicto, Ernesto Llaitul entró en huelga de hambre, durando más de 50 días.
Meses después después de acumularse más pruebas, las autoridades confirmaron que Ernesto Llaitul podría enfrentar más de 60 años de prisión debido a que es acusado en delitos tales como incendio en propiedad privada, incendio de distintas maquinarias y distintas infracciones a la Ley de Armas, su participación en robo con retención (de víctimas) y robo con intimidación.
El 1 de abril del mismo año es detenido Rafael Pichún, reconocido vocero de la CAM, siendo trasladado desde Santiago a Temuco, pero quedando en libertado horas más tarde debido a que la causa al ser del año 2002, ya no estaba considerada como vigente. A pesar de quedar en libertad, días después vuelve a ser detenido (y llevado a prisión preventiva) en una central de autobuses en Santiago, esta vez acusado de participar en un ataque incendiario ocurrido en octubre del 2023, en la comuna de Quilleco.
En mayo de 2024, el líder mapuche Héctor Llaitul fue condenado a 23 años en prisión, dictados por el Tribunal Oral de Temuco bajo los cargos de robo y atentado contra la autoridad. En este contexto, Héctor Llaitul ha llamado a un proceso de recuperación de la CAM, criticando el papel del gobierno de Gabriel Boric y al Partido Comunista de Chile que señala de poner su administración al servicio de las oligarquías y conglomerados económicos que actúan en las zonas en conflicto.
Al mes siguiente, Héctor Llaitul se declaró en huelga de hambre, exigiendo la nulidad del juicio y que el jurado revise los recursos presentados por su defensa.

## Misión
La Coordinadora ha realizado el siguiente pronunciamiento respecto a su misión:

Planteamos, además, la reconstrucción del Pueblo Nación Mapuche, a través de la conquista de espacios territoriales autónomos, en donde se ejerza poder mapuche, política y económicamente y en donde se revitalicen todos los aspectos de nuestra cultura.

## Control territorial
Durante los años de actividad de la Coordinadora, comunidades mapuches de las VIII y IX regiones de Chile han usado métodos tanto violentos como pacíficos para hacerse con el control de 17 mil hectáreas de tierras hasta entonces en manos de empresas forestales y agricultores. Para la CAM y sus adherentes, estas acciones son consideradas como actos de recuperación de las tierras usurpadas a las comunidades mapuches, mientras que las empresas forestales y agricultores afectados ven estos actos como acciones de grupos violentistas con carácter terrorista. Parte de estas acciones de control territorial han sido impulsadas directamente por la Coordinadora, mientras que otras han sido realizadas en forma espontánea por las propias comunidades en conflicto.
El control territorial y la autonomía son las bases de la estrategia organizativa de la Coordinadora, en pos del llamado "proceso de liberación nacional mapuche".
Hasta el año 2008, la CAM se había adjudicado 115 acciones en predios forestales y había realizado 59 operaciones incendiarias a vehículos y enfrentamientos con Carabineros, agricultores y personal judicial, además de 39 intentos de tomas de terreno, la mayoría sin éxito. En enero de 2012, el ministro del Interior y Seguridad Pública Rodrigo Hinzpeter le atribuyó a la CAM los incendios forestales que se desarrollaban en la Araucanía invocando la Ley Antiterrorista.
En agosto de 2019 la coordinadora publicó un libro denominado Chem Ka Rakiduam el cual relata sus testimonios y da a conocer su ideología y lucha, mostrando una visión más íntima a la organización.

### Contactos internacionales
En diciembre de 2018, Héctor Llaitul viajó a Caracas, Venezuela, en compañía de una comitiva para reunirse con dirigentes del gobierno del presidente Nicolás Maduro, junto a otros dirigentes vinculados a la izquierda latinoamericana. En dicha oportunidad, el canciller de ese país Jorge Arreaza expresó su solidaridad con las causas y luchas del pueblo mapuche. Asimismo, sostuvo reuniones con diferentes líderes oficialistas venezolanos, entre los que se cuentan Diosdado Cabello, y Adán Chávez, hermano de Hugo Chávez.